# Kostelec nad Vltavou
Kostelec nad Vltavou – miejscowość i gmina (obec) w Czechach, w kraju południowoczeskim, w powiecie Písek. W 2022 roku liczyła 396 mieszkańców.